# مكنونة آيت موسي (أرڭانة)
مكنونة آيت موسي هي إحدى مشيخات المملكة المغربية، تتبع جغرافيا لإقليم تارودانت وإداريًا لأرڭانة. يقدر عدد سكانها بـ 3835 نسمة حسب الإحصاء الرسمي للسكان والسكنى لسنة 2004.